# Tous les goûts sont permis
Tous les goûts sont permis (France) ou Cuisiner c'est trop dur (Québec) (All's Fair in Oven War) est le 2e épisode de la saison 16 de la série télévisée d'animation Les Simpson.

## Synopsis
La maison voisine des Simpson est de nouveau à vendre. Par curiosité, les Simpson la visitent et Marge craque pour leur cuisine, si bien qu'elle décide de changer la sienne. Pendant les travaux de réaménagement, des revues pour adultes - appartenant à Homer - tombent du plafond. Il les aurait gardées prétendument pour les articles ; Marge découpe les femmes nues à l'intérieur, du coup Homer décide finalement de les jeter. Bart qui les trouve dans la poubelle, est quant à lui intéressé par les articles et décide de rénover sa cabane et de changer de style de vie. Pendant ce temps, les travaux de la cuisine ont été terminés par un professionnel et Marge en est tellement fière qu'elle décide de participer à un concours de cuisine pour devenir la nouvelle Tatie sort du four. Mais pendant la compétition de nombreux candidats trichent et détruisent les plats de Marge. Celle-ci décide de leur rendre la monnaie de leur pièce en mettant les gouttes pour les oreilles de Maggie dans leurs plats, ce qui va beaucoup décevoir Lisa.

## Guest Star
- James Caan (double son personnage dans la version originale)
- Thomas Pynchon (double son personnage dans la version originale)